# 1993 في السعودية
تحتوي هذه المقالة على أهم الأحداث التي شهدتها السعودية في 1993، إضافة إلى أهم الشخصيات السعودية التي وُلدت أو تُوفيت في هذه السنة.

## السياسة

### الحكم
الملك: فهد بن عبد العزيز آل سعود

### تعيينات
- عبد العزيز بن عبد الله بن باز مفتيا عاما للسعودية.

## أحداث
- الملك فهد يصدر مرسوما ملكيا يقضي بإنشاء "نظام المناطق" الذي يقسِّم المملكة إلى 13 منطقة إدارية.
- تدشين مجلس الشورى الذي يتألف من رئيس و60 عضوا يختارهم الملك.
- زلزال بقوة 6.7 درجات يضرب جنوب غرب جدة.

### فبراير
- 3: المكتب الإقليمي لشؤون المكفوفين في الرياض يصدر الطبعة العاشرة من كتيب عطاء و إنجاز . [1]

### مارس
- 9: وافقت وزارة الصناعة والكهرباء خلال شهر شعبان الماضي على الترخيص بإقامة وتوسعة 70 مشورع صناعيًا في المملكة العربية السعودية بلغ مجموع رؤوس الأموال المقدرة للاستثمار فيها 1152 مليون ريال و تتنوع المشاريع الصناعية ما بين رقائق تغليف و أكياس بلاستيك و شطة حارة و وخل ومعجون طماطم و مياه معبئة و غيرها . [2]
- 10: الأمير فيصل بن فهد بن عبدالعزيز آل سعود الرئيس العام لرعاية الشباب يفتتح المعرض التشكيلي الجماعي الخيري لصالح مسلمي البوسنة والهرسك ومنكوبي المجاعة في الصومال وضحايا الزلزال في جمهورية مصر . [3]
- 10: الأمير محمد بن تركي السديري أمير منطقة جازان يفتتح الجامع الكبير في بلغازي - جازان . حيث بلغت تكلفة انشاؤه 1.2 مليون ريال .
- 10: فريق من قسم الجراحة بمستشفى الملك فيصل التخصصي ومركز الأبحاث للمرة الأولى يحقق نجاح طبي باستئصال ورم سرطاني من خد طفلة سعودية وزراعة جلد بديل من الذراع في منطقة الورم باستخدام تقنية الزراعة المجهرية . [4]
- 10: الشركة السعودية للصناعات الأساسية (سابك) تحقق نحو ملياري ريال أرباحا عام 1992 من مبيعات 13 مليار ريال . [5]
- 11: توطين المها العربي في محمية تابعة للهيئة الوطنية لحماية الحياة الفطرية في موقع يبعد 180 كم شمال شرق مدينة الطائف . [6]
- 12: خادم الحرمين الشريفين الملك فهد بن عبدالعزيز يعقد مؤتمر سلام أفغاني في مكة المكرمة لحث زعماء الأفغان على وقف إطلاق النار و العمل على تحقيق السلام في بلادهم . [7]
- 13: ثانوية طيبة في المدينة المنورة تعقد احتفال بمناسبة مرور 50 عامًا على انشائها . [8]
- 13: مدير عام كهرباء منطقة الجنوبية المهندس محمد عبدالله الزرعة يعلن عن وصول الكهرباء غلى منازل المواطنين في منطقة ثربان في تهامة عسير وإلى عشر قرى في شرق جبل تربان للمرة الأولى . [9]
- 20: افتتاح 4 معاهد معلمات في منطقة حائل .
- 24: تلقت جمعية البر الخيرية بالمنطقة الشرقية تبرعات من محبي الخير بلغت 4 ملايين و 482 ريال . [10]
- 27: 225 مليون ريال تكاليف مشاريع و برامج جديدة معتمدة للمياة والصرف الصحي بالقصيم . [11]
- 27: الأمير محمد بن سعود يفتتح مبنى الاتصالات في منطقة الباحة . [12]

### أبريل
- 1: الأمير فيصل بن فهد يفتتح النشاط الثقافي للمهرجان الوطني للتراث والثقافة بالحرس الوطني (الجنادرية ). [13]
- 2: إقامة معرض الكتاب الرابع في أبها من تنظيم كلية المعلمين .

- 2: وقوع ثلاث حوادث صعق كهربائي في الطائف نتيجة لسوء التمديدات الكهربائية في المنزل أحدهما لرب اسرة بالأربعين في عمره والآخر طفل داس على توصيله كهربائية كان عازلها تالفًا و الآخر طفل في الحادي عشر من عمره جلس على لوح زنك بمكان الغسيل قد تبلل بالماء وبجاوره سلك كهربائي مجروح وقد توفوا جميعًا . [14]
- 3: الهيئة الملكية في مدينة الجبيل تنظم مسابقة أجمل حديقة منزلية في الجبيل الصناعية . [15]
- 3: التقرير ربع السنوي لمؤسسة النقد العربي السعودي تكشف أن القيمة السوقية للأسهم المتداولة في السوق المحلية تبلغ أكثر من 219 بليون ريال . [16]
- 4: الأمير ماجد بن عبدالعزيز أمير منطقة مكة المكرمة يناقش 137 بحثا في مجال التربية والتعليم خلال المؤتمر الثاني لإعداد معلم التعليم العام في رحاب جامعة أم القرى .[17]
- 5: المشرف العام على هيئة الإغاثة الإسلامية العالمية أمام ندوة إعلامية دولية في عاصمة سلوفيينا يصرح : ألف طن من المساعدات الإنسانية ترسلها المملكة اسبوعيا إلى دولة البوسنة . [18]

### مايو
- 1: انجاز 85% من ميناء ضباء التجاري على شاطىء البحر الأحمر . [19]
- 2: المركز السعودي لزراعة الأعضاء عن نجاحه في التنيسق لزراعة ثلاث أعضاء (قلب وكليتين ) لمرضى محتاجين بعد تبرع ذوي أحد المتوفين دماغيا في مستشفى الملك فهد بجدة . [20]

- 4: السعودية ترسل الدفعة الرابعة من المساعدات إلى الصومال يبلغ حجمها 3 آلاف طن و تشمل مواد غذائية و ملابس عبر الباخرة السعودية (عرب الجزيرة). [21]
- 23: اجتماع لجنة جائزة الجمعية السعودية الخيرية لرعاية الأطفال المعاقين لمناقشة ضوابط جائزة الجمعية وادخال بعض التعديلات عليها وأيضا مناقشة ضوابط جائزة الجمعية للبحث العلمي و جائزة الخدمة الانسانية . [22]

### يوليو
- 9: تأسيس وزارة الشئون الإسلامية والأوقاف والدعوة والإرشاد [23]

### أغسطس
- 20: أمر ملكي بصدور نظام مجلس الوزراء يشمل ما يحظر على الأعضاء عمله أثناء العضوية و أحكام التعيين وعقد الاجتماعات و تحديد مدة المجلس و مسئوليات وصلاحيات الوزير وغيره . [24]

### ديسمبر
- 20: عقد القمة الخليجية 14 في العاصمة الرياض [25]

## وفيات
- سعد بن عبد العزيز آل سعود.
- غالب بن سعود بن عبد العزيز آل سعود.